# Andrés Rojas
Andrés Rojas Luna (La Paz, Bolivia; 5 de agosto de 1966) es un periodista, presentador de televisión y locutor de radio boliviano.

## Biografía
Andrés Rojas nació en la ciudad de La Paz el 5 de agosto de 1966. Es hijo del compositor y músico Gilberto Rojas Enríquez. Entró a la carrera de comunicación social de la Universidad Loyola de La Paz graduándose como periodista. 
Actualmente se desempeña como conductor del programa Radio en Vivo de Radio Fides además de tener un programa llamado Noches de Radio en Fides TV. Rojas realiza su labor en los medios de comunicación empezando en 1985. Se inició ese mismo año como locutor de la radio "Estereo 97" dependiente de la Radio Panamericana. Trabajó también en canales televisivos como ser ATB, PAT, Bolivisión, CVC y en el canal Católica TV, además de trabajar en diferentes radios como Erbol y Mundial. Asimismo, perteneció al periódico El Diario. En mayo de 2012 fue vicepresidente de la asociación de periodistas de La Paz.
En el ámbito académico tiene cuatro títulos profesionales; comunicador radial, técnico superior, licenciatura en comunicación social y dos maestrías una en marketing y la otra en administración de empresas. En 2013 la revista Yet Set le otorgó el premio como mejor programa de Radio y el gobierno Autónomo de La Paz (Alcaldía) lo distinguió con la condecoración "Prócer Pedro Domingo Murillo" en el grado de honor cívico recibiendo también de la bancada departamental de La Paz el "Galardón Titicaca 2012" por la conducción del programa noches de radio como mejor revista nocturna de televisión.
Desde el 9 de marzo de 2020 fue posesionado por la ministra de comunicación Isabel Fernández Suárez como nuevo gerente general del canal estatal Bolivia TV, tras la renuncia del comunicador Gonzalo Rivera.